# Mauinuifink
Mauinuifink (Telespiza ypsilon) är en förhistorisk utdöd fågel i familjen finkar inom ordningen tättingar.

## Förekomst och utdöende
Mauinuifinken förekom tidigare i Hawaiiöarna på öarna Molokai och Maui. När havsnivån var dessa två öar och Lanai del av en och samma ö som kallas för Maui-nui, därav fågelns svenska namn. Den är endast känd från subfossila lämningar och dog troligen ut innan européerna kom till ögruppen 1778. Det verkar som att den började försvinna när de första polynesierna kom till öarna. De röjde skog för att kunna odla och förde med sig främmande arter som de inhemska fåglarna inte hade något försvar mot. 

## Egenskaper
Mauinuifinken hade minst näbb av finkarna i sitt släkte. Dess ben är mycket vanliga i fossilerade spybollar från molokaiugglan. Ugglan levde i arida områden, vilket tyder på att även finken var anpassningsbar till de miljöerna. Fynd har dock gjorts på andra delar av Molokai, vid grottor på cirka 305 meters höjd. En liknande fågel men med mycket mindre näbb, troligen en egen art i släktet Telespiza, har hittats högre upp på ön vid 808 meters höjd.

## Familjetillhörighet
Arten tillhör en grupp med fåglar som kallas hawaiifinkar. Länge behandlades de som en egen familj. Genetiska studier visar dock att de trots ibland mycket avvikande utseende är en del av familjen finkar, närmast släkt med rosenfinkarna. Arternas ibland avvikande morfologi är en anpassning till olika ekologiska nischer i Hawaiiöarna, där andra småfåglar i stort sett saknas helt.